# Bárcena de Pie de Concha
Bárcena de Pie de Concha là một đô thị thuộc cộng đồng tự trị Cantabria, Tây Ban Nha. Theo điều tra dân số năm 2007, đô thị này có dân số là 825 người.

## Biến động dân số
| 1900  | 1910  | 1920  | 1930  | 1940  | 1950  | 1960  | 1970  | 1981 | 1991 | 2005 |
| ----- | ----- | ----- | ----- | ----- | ----- | ----- | ----- | ---- | ---- | ---- |
| 1.091 | 1.200 | 1.235 | 1.107 | 1.102 | 1.112 | 1.137 | 1.012 | 920  | 952  | 805  |

Fuente: INE

## Các thị trấn
- Bárcena de Pie de Concha (thủ phủ)
- Pie de Concha
- Pujayo
- Montabliz (abandonaded)